# Schlangen
Schlangen är en kommun och ort i Kreis Lippe i Regierungsbezirk Detmold i förbundslandet Nordrhein-Westfalen i Tyskland.